# Isabelle Legris
Pour les articles homonymes, voir Legris.
Isabelle Legris est une autrice et poètesse canadienne (née le 4 avril 1928 à Louiseville (Québec) et décédée le 19 novembre 2013 à Montréal (Québec)).

## Biographie
Née Marie-Pauline-Isabelle Legris, elle est la fille d'Agapit Legris, médecin, et d'Albertine Caron-Legris, pianiste-compositrice. Elle étudie au couvent des Sœurs de l'Assomption de Nicolet, puis elle entreprend des études en lettres à l'Université de Montréal qu'elle ne termine pas. Elle commence à écrire à quinze ans et publie à dix-neuf ans son premier recueil Ma vie tragique : Poèmes de la douleur et du sang (1947) aux éditions du Mausolée. Elle est toute jeune et ses poèmes sombres et physiologiques - poèmes de « chair triste », comme dira un critique - paraissent teintés d'une certaine impudeur naïve. En ouvrant ce premier recueil, avant même d'aborder les poèmes, il y a l'annonce de l'œuvre audacieuse à venir Mes carnets d'amante : journal et récits (qui ne sera jamais publiée), suivi de la dédicace candide « À ma mère ».
D'ailleurs, en plus de cette dédicace, il y a d'autres indices que la mère d'Isabelle, Albertine Caron-Legris, ait joué un rôle plus qu'important dans la vie de sa fille. Dans la photo qui accompagne un article paru dans l'Hebdo Métropolitain le 1er décembre 1966, la mère souriante d'Isabelle occupe le centre de l'image, tandis qu'Isabelle, le regard placide et vêtu d'une longue robe sombre se trouve en marge ; sous la photo, il y a l'inscription : « Isabelle Legris accompagnée de sa mère, laquelle s'intéresse énormément aux travaux de sa fille ». L'on sait aussi qu'Albertine Caron-Legris, décédée en 1972, était pianiste et compositrice, son œuvre la plus connue est La berceuse de Donalda présentée à l'émission de radio, puis plus tard émission de télévision, Un homme et son péché. Isabelle ne s'est jamais mariée et est demeurée à l'adresse de sa mère, rue Wiseman à Outremont, au moins jusque dans les années 1980.
Après ce premier recueil Ma vie tragique en 1947, Isabelle publie en 1961 Les Ascensions captives et en 1963, Parvis sans entrave - tous deux publiés aux éditions du Mausolée. En 1979, la maison d'édition l'Hexagone publie dans sa collection « Retrospectives », Le sceau de l'ellipse. Ce sont les poèmes d'Isabelle de 1943 à 1967, mais revus et fortement édités, parfois méconnaissables. C'est ce dernier recueil qui, sûrement, fit le plus connaître Isabelle Legris au public. Le dernier recueil d'Isabelle, publié en 1981 aux éditions du Mausolée s'intitule Sentiers de l'infranchissable. Isabelle écrit également des histoires pour la radio de Radio-Canada, publie deux courts romans pour adolescents, ainsi qu'un livre d'exercices de vocabulaire pour enfant.
Le fonds d'archives d'Isabelle Legris est conservé au centre d'archives de Montréal de Bibliothèque et Archives nationales du Québec.